# Rolf Friedemann Pauls

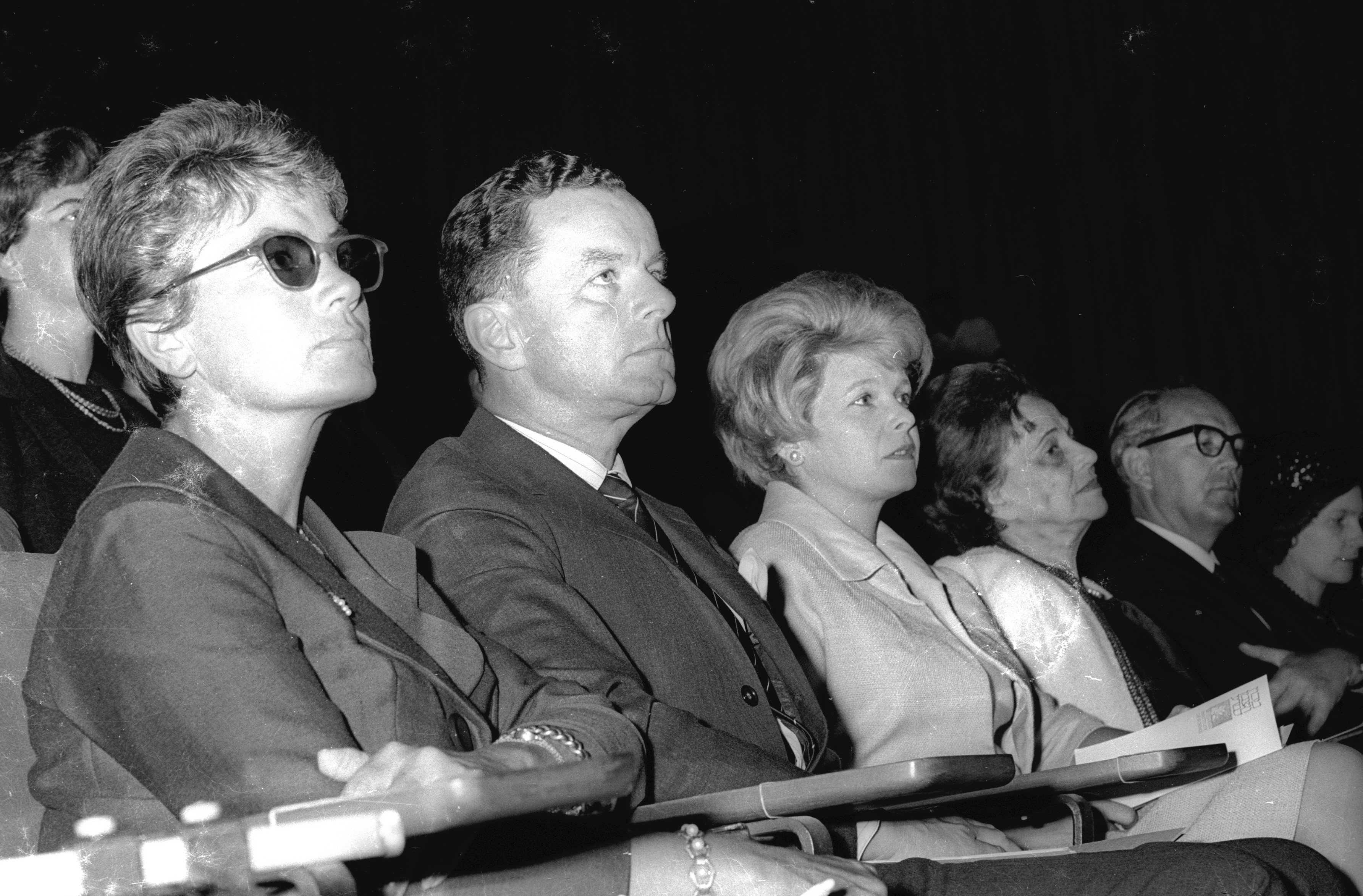
Pauls mit Gattin Lilo (links) im Weizmann-Institut bei der Verleihung des Ehrendoktortitels an Konrad Adenauer, 1966

Rolf Friedemann Pauls (* 26. August 1915 in Eckartsberga; † 4. Mai 2002 in Bonn) war ein deutscher Offizier der Wehrmacht und Diplomat. Er war von 1965 bis 1968 der erste Botschafter der Bundesrepublik Deutschland in Israel.

## Familie
Rolf Friedemann Pauls wurde 1915 in Eckartsberga in der preußischen Provinz Sachsen als Sohn eines evangelischen Geistlichen geboren. Seine Vorfahren stammten aus Ostfriesland. Die Familie war patriotisch gesinnt, lehnte jedoch den nach dem Ersten Weltkrieg aufkommenden Nationalsozialismus ab und hielt sich später zur Bekennenden Kirche. Rolf Pauls’ Vater war zuletzt Superintendent in Gardelegen (Altmark) und kam dort kurz vor dem Kriegsende bei einem alliierten Bombenangriff ums Leben.

## Leben

### Militärische Laufbahn
Nachdem Pauls 1934 am Domgymnasium in Naumburg das Abitur abgelegt hatte, wurde er Berufsoffizier bei der Infanterie der Wehrmacht. Zunächst wurde er der 78. Infanterie-Division zugeteilt, die allerdings zu Anfang des Zweiten Weltkriegs noch keine Kampfeinsätze absolvierte. Während die Division in Frankreich lag, war Pauls zeitweilig Ordonnanzoffizier des Generals Hans Speidel, woraus sich eine bleibende Freundschaft entwickelte. Zu Beginn des Deutsch-Sowjetischen Krieges kämpfte die Division als Teil der 4. Armee im Bereich der Heeresgruppe Mitte unter anderem in der Schlacht von Brjansk und Wjasma und war auch Speerspitze beim Angriff auf Moskau. Bei den schweren Kampfhandlungen wurde Pauls als Kompaniechef schwer verwundet und verlor den linken Arm. Nach seiner Genesung wurde er vorübergehend dem Militärattaché in der türkischen Hauptstadt Ankara zugeteilt und hatte damit erstmals eine diplomatische Funktion inne. Anschließend absolvierte er eine Generalstabsausbildung. Am 1. Februar 1944 wurde er zum Major i. G. befördert und später im Jahr dem Stab (Ia) der neuaufgestellten 363. Volksgrenadier-Division zugeteilt, die zunächst zur Frontstabilsierung nach der (missglückten) alliierten Luftlandeoperation bei Arnheim (Operation Market Garden) eingesetzt wurde und später im Rheinland sowie im Ruhrgebiet kämpfte. Am 18. November 1944 bekam er das Ritterkreuz des Eisernen Kreuzes verliehen.
Entsprechend einem späteren Bericht des Generals Hans Speidel war Rolf Friedemann Pauls in die Pläne für das Attentat auf Hitler am 20. Juli 1944 eingeweiht und entging nur wegen des Schweigens anderer einer Verhaftung.

### Studium und erste Tätigkeiten für die Bundesregierung
Nach Ende des Zweiten Weltkrieges begann Pauls 1946 ein Studium der Rechtswissenschaft, das er mit einer Promotion über Das Regierungssystem des Bonner Grundgesetzes im Jahr 1949 abschloss. Anschließend, bevor Pauls als Diplomat im diplomatischen Dienst tätig zu werden begann, arbeitete er im Bundeskanzleramt, bei der Verbindungsstelle zur Alliierten Hohen Kommission sowie als persönlicher Referent von Staatssekretär Walter Hallstein und als Vizekonsul in Luxemburg.
Im Jahr 1948 schlug Pauls als Berater des Außenstaatssekretärs Herbert Blankenhorn seinen Freund und ehemaligen Vorgesetzten in der Wehrmacht, Hans Speidel, als militärpolitischen Berater der Bundesregierung vor, und erfuhr dabei auch Unterstützung von Eberhard Wildermuth, einem ebenfalls hochdekorierten ehemaligen Wehrmachtsoffizier. Die Annahme ihres Vorschlags zog weitreichende Konsequenzen nach sich, die schließlich in die Gründung der Bundeswehr mündeten.

### Diplomatischer Dienst

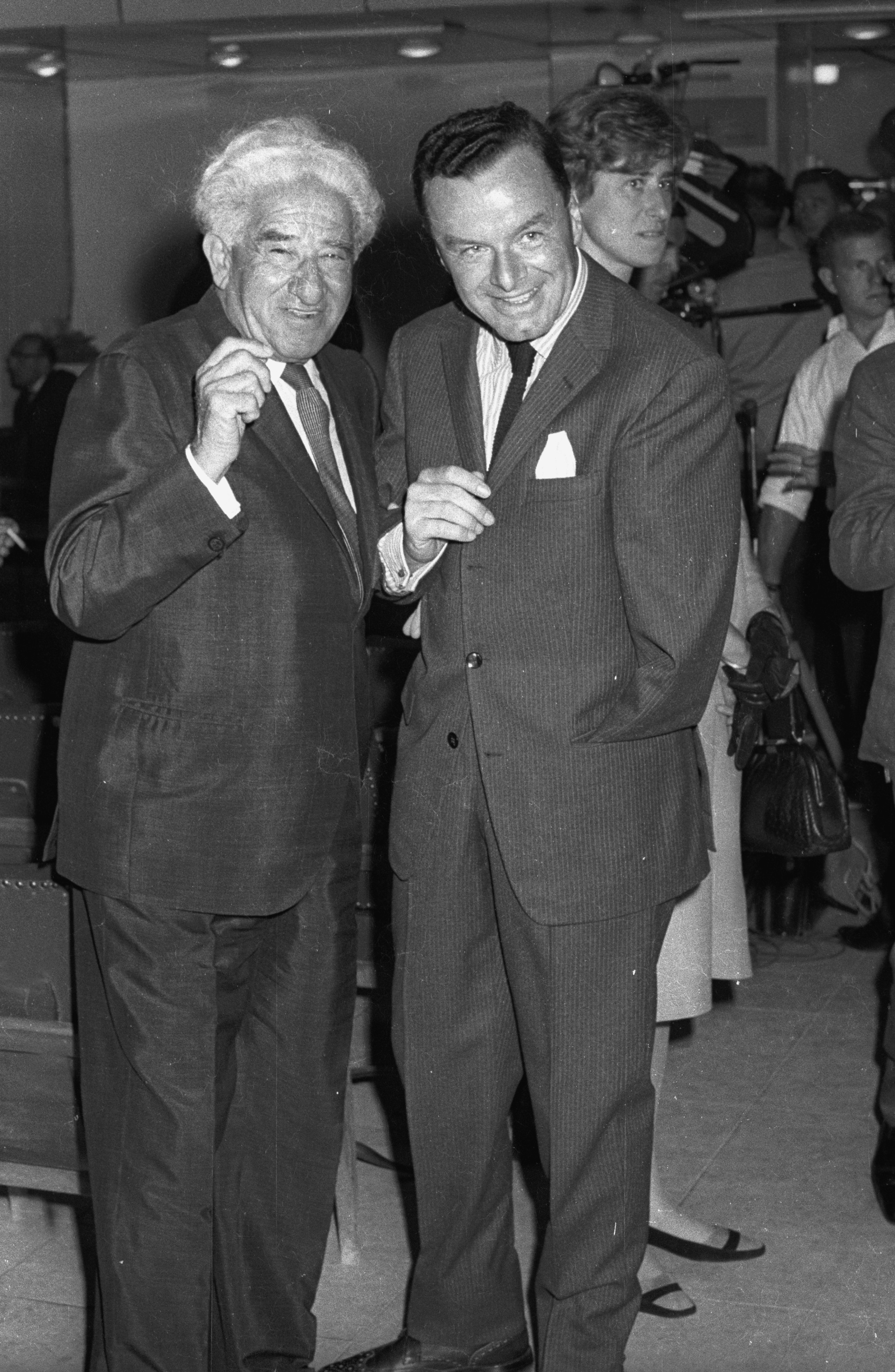
Pauls (rechts) im Gespräch mit Meyer Weisgal beim Besuch Konrad Adenauers in Israel 1966

Von 1956 bis 1960 war er als Botschaftsrat in den Vereinigten Staaten und von 1960 bis 1963 Vertreter des Botschafters in Griechenland. Von 1963 bis 1965 war Pauls als Ministerialdirigent Leiter der Unterabteilung für Handel und Entwicklung in der Zentrale des Auswärtigen Amtes in Bonn. Im Frühjahr 1965 entwickelte sich eine diplomatische Krise mit den arabischen Staaten, als die (bereits in den 1950er Jahren begonnenen) geheimen deutschen Waffenlieferungen an Israel bekannt wurden. In dieser Situation war es Pauls, der – gemeinsam mit Bundeskanzler Ludwig Erhards Sonderbeauftragtem Kurt Birrenbach – in Tel Aviv die schwierigen Verhandlungen mit der israelischen Regierung über die Ablösung der Waffenlieferungen durch Geldzahlungen führte.
Seine wichtigste diplomatische Mission trat er 1965 an, als er der erste Botschafter der Bundesrepublik Deutschland in Israel wurde. Die Aufnahme diplomatischer Beziehungen zwischen der Bundesrepublik Deutschland und dem Staat Israel wurde 1965 (also nur etwa 20 Jahre nach der Shoah) von Teilen der israelischen Gesellschaft abgelehnt, und der Amtsantritt Pauls’ als Botschafter am 19. August 1965 wurde von heftigen Gegendemonstrationen begleitet, deren Wortführer der spätere Ministerpräsident Menachem Begin war. Auch persönlich erschien Pauls zunächst sowohl in Deutschland als auch in Israel vielen für dieses Amt ungeeignet, einerseits wegen seiner Vergangenheit als hochdekorierter Wehrmachtsoffizier und andererseits wegen seiner diplomatischen Tätigkeit in der Türkei während der Zeit des Nationalsozialismus.
Als erste Handlung in Israel, noch vor seiner Akkreditierung durch Staatspräsident Salman Schasar, besuchte er die Holocaust-Gedenkstätte Yad Vashem. Anlässlich seiner Amtseinführung zitierte die israelische Tageszeitung „Davar“ auf ihrer Titelseite aus seiner Antrittsrede (Rückübersetzung aus dem Hebräischen):

„Ich komme mit dem einen Gedanken in meinem Geist: Deutsche und Juden leben im Angesicht der schrecklichen Vergangenheit, die nicht vergessen werden soll und darf, und die wir nicht vergessen werden. Doch denke ich, dass Juden und Deutsche in die Zukunft blicken sollten und es unserer Generation auferlegt ist, den Weg in eine helle Zukunft in Freiheit, Frieden und Gerechtigkeit gemeinsam zu ebnen.“

Mit großem Engagement und viel Behutsamkeit gelang es Pauls bald, sowohl in der israelischen Öffentlichkeit als auch bei der Regierung Respekt und Vertrauen zu gewinnen. Als einer von nur wenigen Botschaftern in Israel hielt er auch Reden auf Hebräisch. Ein herzliches Verhältnis verband ihn mit dem vormaligen Premierminister David Ben-Gurion. Pauls pflegte auch enge Kontakte mit Verteidigungsminister Mosche Dajan, der ihn während des Sechs-Tage-Krieges regelmäßig und eingehend über den Stand der militärischen Operationen ins Bild setzte. Bezeichnend ist, dass Pauls als einziger westlicher Gast zur Hochzeit von Dajans Tochter eingeladen wurde.
Nach seiner Zeit in Israel war Pauls Botschafter der Bundesrepublik Deutschland in den Vereinigten Staaten (1968–1973), in der Volksrepublik China (1973–1976) und bei der NATO (1976–1980).
Während seiner Amtszeit in den USA geriet Pauls im Sommer 1971 wegen einer Geheimhaltungspanne in die Aufmerksamkeit der Medien, nachdem die ASD-Redaktion des Axel-Springer-Verlages unter Johannes Otto an zwei von ihm stammende geheime Telegramme gekommen war, aus denen hervorging, dass der SPD-Politiker Egon Bahr den Amerikanern die Einrichtung eines sowjetischen Generalkonsulats in West-Berlin nahegelegt habe.
Über die Triebfedern seiner diplomatischen Tätigkeit sagte Pauls:

„[Ich bin] überzeugt, dass es in der deutschen Außenpolitik zwei entscheidende Elemente gegeben hat und gibt: Das ist die deutsch-französische Verständigung und der Versuch, das Verhältnis zwischen den Deutschen und den Juden zu heilen, und dass das zwei tragende Pfeiler unserer ganzen Außenpolitik – politisch und moralisch – sind.“

## Persönliches
Pauls war zweimal verheiratet und hatte zwei Söhne. Rolf Pauls und Lilo Serlo heirateten 1951.

## Ehrungen
- 1944: Ritterkreuz des Eisernen Kreuzes
- 1966: Großes Verdienstkreuz mit Stern der Bundesrepublik Deutschland

## Veröffentlichungen
- Bonner Grundgesetz und politische Form. Verfassungsrechtliche Betrachtungen unter Berücksichtigung von Materialien und Eindrücken aus den Verhandlungen des Parlamentarischen Rates. Dissertation, Universität Hamburg, Rechts- und staatswissenschaftliche Fakultät, 17. Januar 1951
- Die sicherheitspolitische Herausforderung der achtziger Jahre (Vortrag, gehalten am 28. Oktober 1980 vor Mitgliedern d. Industrie-Clubs Düsseldorf), Düsseldorf: Industrie-Club, 1980
- Die atlantische Allianz: Zukunftsaufgaben, Möglichkeiten, Gefährdungen. Bachem, Köln 1982, ISBN 3-7616-0662-1
- Rettet uns die Rüstungspolitik? Sicherheit am Ende eines unsicheren Jahrhunderts. Fromm, Osnabrück 1982, ISBN 3-7201-5152-2; 2. Auflage, Edition Interfrom, Zürich 1983
- Deutschlands Standort in der Welt. Beobachtungen eines Botschafters. Seewald, Stuttgart und Herford 1984, ISBN 3-512-00693-0
- Adenauer und die Soldaten. In: Bruno Thoß (Hrsg.): Vom Kalten Krieg zur deutschen Einheit, Analysen und  Zeitzeugenberichte zur deutschen Militärgeschichte 1945 bis 1995. De Gruyter, München 18. Oktober 1995, S. 37–41.